# Charis gyadis
Charis gyadis är en fjärilsart som beskrevs av Jacob Hübner 1816. Charis gyadis ingår i släktet Charis och familjen Riodinidae. Inga underarter finns listade i Catalogue of Life.